# Baoding
Baoding (xinès: 保定; pinyin: Bǎodìng), abans coneguda com Baozhou i Qingyuan, és una ciutat a nivell de prefectura a la província de Hebei, a la República Popular de la Xina, a uns 150 quilòmetres al sud-oest de Pequín. Segons el cens de 2010, Baoding tenia 11.194.382 habitants, dels quals 2.176.857 vivien a l'àrea metropolitana formada per 4 de cada 5 districtes urbans: Lianchi, Jingxiu, Qingyuan i Mancheng, tots els quals estan en gran part conurbats. Baoding es troba entre les 13 ciutats xineses amb una població de més de 10 milions, ocupant el setè lloc. La ciutat de Zhuozhou, a la part nord, s'ha convertit en part de l'àrea metropolitana de Pequín

## Geografia
Baoding es troba a la part central-oest de la província de Hebei, a la plana del nord de la Xina, amb les muntanyes Taihang a l'oest. Les ciutats frontereres a nivell de prefectura de la província són Zhangjiakou al nord, Langfang i Cangzhou a l'est, i Shijiazhuang i Hengshui al sud. Baoding també limita amb Pequín al nord-est i Shanxi a l'oest.
Les elevacions a l'àrea administrativa de Baoding disminueixen de nord-oest a sud-est. Les parts occidentals estan dominades per muntanyes i turons que generalment fan més de 1.000 metres d'alçada; aquesta àrea inclou parts dels comtats de Laishui, Yi, Mancheng, Shunping, Tang i Fuping, així com la totalitat del comtat de Laiyuan, que ocupa el 30,6% de l'àrea de la prefectura. El cim més alt és el mont Waitou (歪头山), amb una altitud de 2.286 metres. En desplaçar-se al sud-est d'aquesta zona, hom troba muntanyes i turons baixes, ocupant el 18,9% de l'àrea de la prefectura. Més a l'est es troba generalment un terreny pla de 30 a 100 metres d'altitud. Els rius principals són el riu Xiaoyi (孝义河), el riu Fu (府河), el riu Bao (瀑河), el riu Ping (萍河), el riu Juma (拒马河), el riu Yishui (易水河) , riu Tang (唐河), riu Cao (漕河), riu Zhulong (潴龙河), riu Qingshui (清水河) i riu Sha (沙河). A prop es troba el llac Baiyangdian, el llac natural més gran del nord de la Xina.

### Clima
Baoding té un clima continental humit/clima semiàrid (Köppen Dwa/BSk), influenciat pel monsó, caracteritzat per estius calorosos i humits a causa del monsó de l'Àsia oriental i, en general, hiverns freds, ventosos i molt secs que reflecteixen la influència del vast anticicló siberià. La primavera pot ser testimoni de les tempestes de sorra que bufen des de l'estepa de Mongòlia, acompanyades d'unes condicions d'escalfament ràpid, però generalment seques. La tardor és semblant a la primavera en temperatura i manca de pluges. Les precipitacions anuals, aproximadament el 60% de les quals cauen només al juliol i l'agost, són molt variables i poc fiables. A la mateixa ciutat, aquesta quantitat ha arribat a una mitjana de 496,1 mil·límetres anuals. La temperatura mitjana mensual de 24 hores oscil·la entre -2,7 °C al gener i 27,1 °C al juliol, i la mitjana anual és de 13,3 °C. Hi ha entre 2.500 i 2.900 hores de sol a l'any, i el període sense gelades dura entre 165 i 210 dies.